# 331 ق م
331 ق م أو 331 قبل الميلاد هي سنة من العقد 33 ق م في التقويم اليولياني البروليبتي (التقويم الميلادي). تسبقها سنة 332 ق م وتليها سنة 330 ق م.

## أحداث
- معركة غوغميلا

## وفيات
- أجيس الثالث
- ستاتيرا الأولى

## كتب
- Yves Denis Papin (1998). Chronologie de l'histoire ancienne. Lieu de publication non identifié: Éditions Jean-paul Gisserot. ISBN:2-87747-346-5. OCLC:40746926. مؤرشف من الأصل في 2022-03-16.
- أحمد محمد عوف (2000)، موسوعة حضارة العالم، QID:Q12246226

## وصلات خارجية
- صفحة السنة على موقع onthisday.com
- سنة 331 ق م على موقع المكتبة الوطنية الفرنسية